# Orquesta Sinfónica de la SWR
La Orquesta Sinfónica de la SWR (en el original alemán, SWR Symphonieorchester) es una orquesta sinfónica de Alemania, asociada a la emisora radiofónica Südwestrundfunk (SWR), con sede en Stuttgart. Fue fundada en 2016, como resultado de la fusión de las dos orquestas que anteriormente mantenía la emisora: la Orquesta Sinfónica de la Radio de Stuttgart, con sede en la capital del estado federado de Baden-Wurtemberg, y la Orquesta Sinfónica de la SWR de Baden-Baden y Friburgo, con sede compartida entre estas dos ciudades. La decisión, basada en razones de ahorro presupuestario, fue adoptada en 2012, y encontró la oposición de gran parte del mundo musical, publicándose cartas abiertas firmadas por numerosos compositores y directores de orquesta, solicitando su reconsideración.
La orquesta resultante de la fusión tiene una plantilla de 175 músicos, procedentes de las dos orquestas fusionadas. De acuerdo al plan inicial, el objetivo es llegar a una plantilla definitiva de 119 músicos. La nueva orquesta dio sus primeros conciertos en el Liederhalle de Stuttgart en septiembre de 2016, bajo la dirección de Peter Eötvös.
Las sedes principales de la orquesta están en Stuttgart, Freiburg im Breisgau y Mannheim, aunque también da conciertos de forma regular en otras ciudades de Alemania, como Karlsruhe, Ulm, Dortmund y Donaueschingen. La orquesta se mantuvo sin director titular hasta la temporada 2018/2019, cuando tomó posesión del puesto el director Teodor Currentzis.